# Xã Miller, Quận Phelps, Missouri
Xã Miller (tiếng Anh: Miller Township) là một xã thuộc quận Phelps, tiểu bang Missouri, Hoa Kỳ. Năm 2010, dân số của xã này là 3.734 người.